# Pescatorea
Pescatorea is een geslacht van orchideeën uit de onderfamilie Epidendroideae, waartoe inmiddels ook de soorten van het zustergeslacht Bollea worden gerekend.
Het zijn middelgrote tot grote epifytische planten van uiterst vochtige tropische montane regenwouden uit Costa Rica, Ecuador en Colombia, met grote, soms sterk geurende bloemen, die over het geslacht heen zeer variabel zijn van vorm en kleur, maar steeds voorzien van een opvallende callus op de bloemlip.
Pescatorea-soorten zijn omwille van hun bloemenpracht zeer geliefd bij orchideeënliefhebbers en -kwekers.

## Naamgeving en etymologie
- Synoniem: Pescatoria Rchb.f. (1852) (orth. var.)

De botanische naam Pescatorea verwijst naar Jean-Pierre Pescatore (1793-1855), een Frans orchideeënverzamelaar.

## Kenmerken

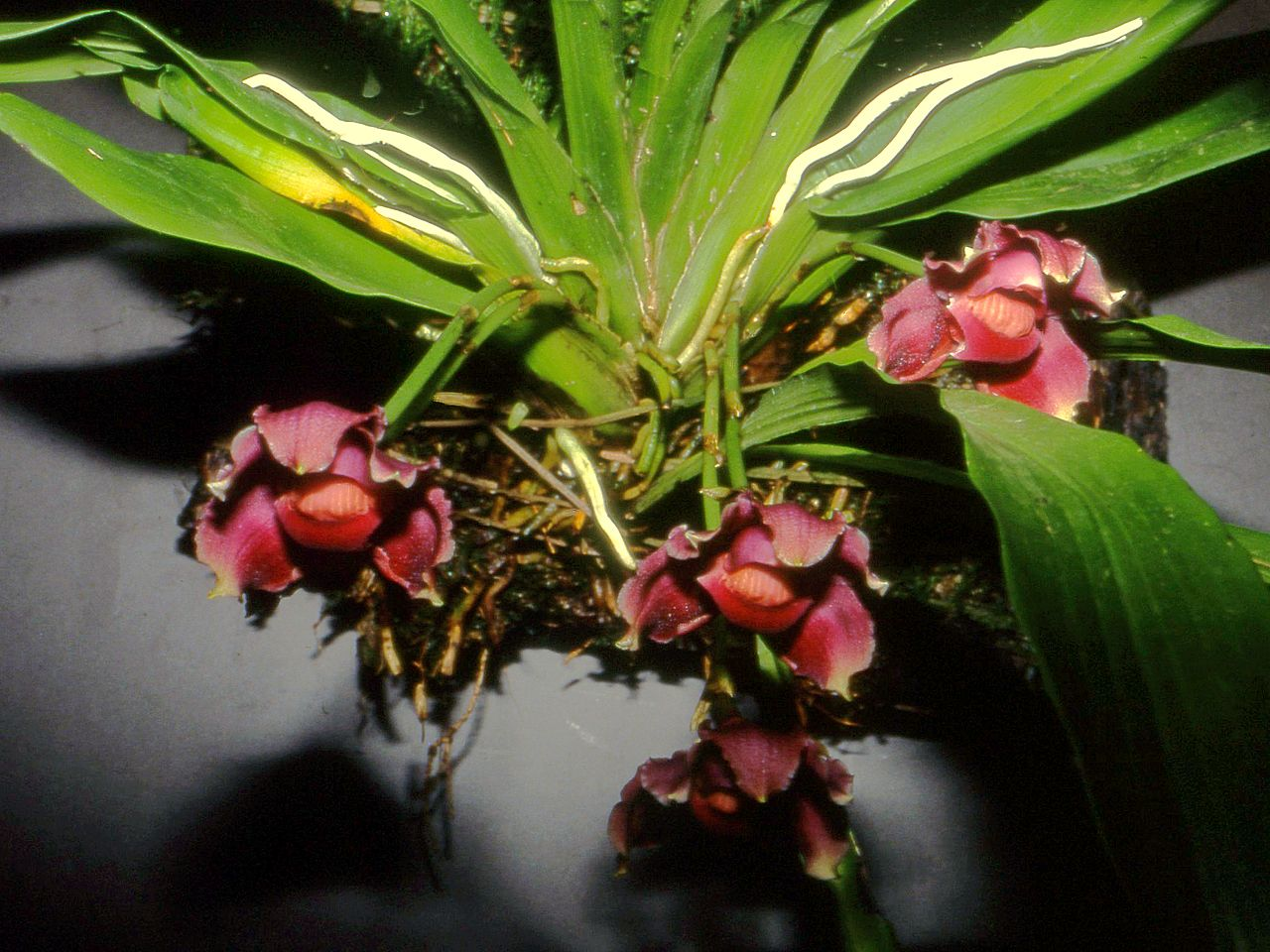
P. pulvinaris, habitus

Pescatorea-soorten zijn robuuste epifytische planten met een sympodiale groei, die in clusters samengroeien, zonder pseudobulben, met een korte stengel en twee rijen elkaar overlappende, waaiervormige geplaatste lijnvormige tot lancetvormige bladeren, en één okselstandige, rechtopstaande of overhangende, eenbloemige bloeistengel.

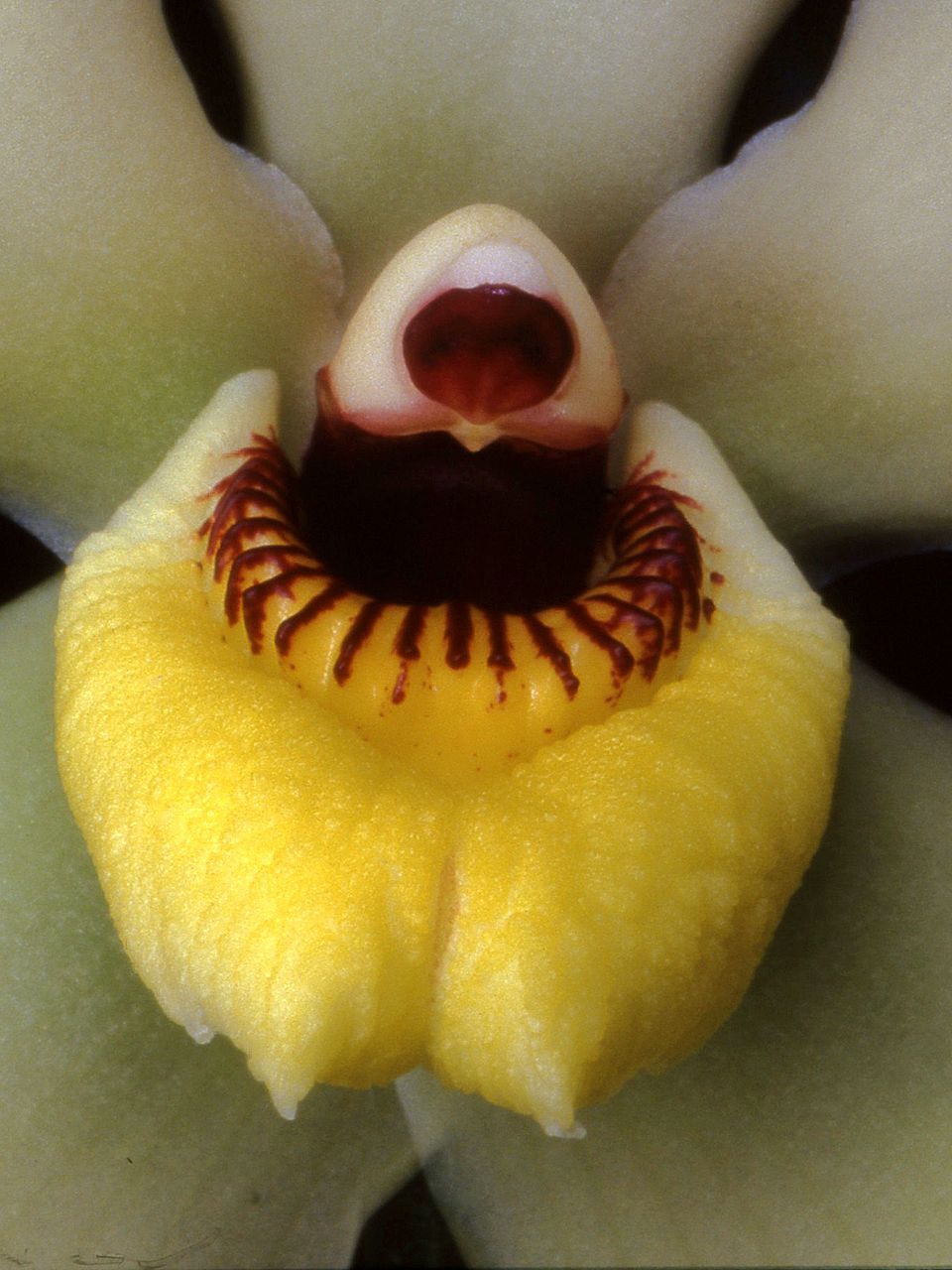
P. cerina, detail bloemlip

De bloemen zijn tot 10 cm groot, vlezig, wasachtig of viltig, meestal paars of roze gekleurd. Kelk- en kroonbladen zijn praktisch gelijkvormig. De bloemlip is aan de basis scharnierend verbonden met de voet van het gynostemium, en draagt een opvallende, halfronde callus met evenwijdig lopende richels en twee basale lobben die het gynostemium omvatten. De top van de lip kan glad zijn, zoals bij P. cerina, geribbeld zoals bij P. dayana of sterk behaard zoals bij P. coronaria. Het gynostemium is kort en breed, ongevleugeld, met een verlengde voet en een eindstandige helmknop met twee paar wasachtige pollinia.

## Taxonomie
Pescatorea werd in 1852 beschreven door Reichenbach als Pescatoria, maar aangezien die naam is afgeleid van 'Pescatore' werd deze later in Pescatorea gecorrigeerd.
DNA-onderzoek uit 2005 door Whitten en anderen heeft aangetoond dat Pescatorea en het zustergeslacht Bollea genetisch niet van elkaar te onderscheiden zijn en dus samengevoegd moeten worden.
Het geslacht omvat 28 soorten. De typesoort is Pescatorea cerina.

### Soorten
- Pescatorea aprilensis Norich & Tangor (1998)
- Pescatorea backhousiana Rchb.f. (1877)
- Pescatorea bella Rchb.f. (1878)
- Pescatorea cerina (Lindl. & Paxton) Rchb.f. (1852) (= Huntleya cerina Lindl. (1852))
- Pescatorea cochlearis Rolfe (1906)
- Pescatorea coelestis (Rchb.f.) Dressler (2005) (= Bollea coelestis Rchb.f. (1876))
- Pescatorea coronaria Rchb.f. (1876)
- Pescatorea dayana Rchb.f. (1872)
- Pescatorea dormaniana Rchb.f. (1881)
- Pescatorea ecuadorana (Dodson) Dressler (2005) (= Bollea ecuadorana Dodson (1984))
- Pescatorea fimbriata Regel (1879)
- Pescatorea gairiana Rchb.f. (1879)
- Pescatorea hemixantha (Rchb.f.) Dressler (2005) (= Bollea hemixantha Rchb.f. (1888))
- Pescatorea hirtzii (Waldv.) Dressler (2005) (= Bollea hirtzii Waldvogel (1982))
- Pescatorea klabochorum Rchb.f. (1879)
- Pescatorea lalindei (Linden) Dressler (2005) (= Batemannia lalindei Linden (1873))
- Pescatorea lamellosa Rchb.f. (1875)
- Pescatorea lawrenceana (Rchb.f.) Dressler (2005) (= Bollea lawrenceana Rchb.f. (1881))
- Pescatorea lehmannii Rchb.f. (1879)
- Pescatorea pulvinaris (Rchb.f.) Dressler (2005) (= Bollea pulvinaris Rchb.f. (1877))
- Pescatorea rueckeriana Rchb.f. (1885)
- Pescatorea russeliana Rchb.f. (1878)
- Pescatorea schroederiana (Sander) Rolfe (1900)
- Pescatorea triumphans Rchb.f. & Warsz. (1854)
- Pescatorea vervaetii T.Moore (1883)
- Pescatorea violacea (Lindl.) Dressler (2005) (= Bollea violacea (Lindl.) Rchb. f. (1952))
- Pescatorea wallisii Linden & Rchb.f. (1869)
- Pescatorea whitei (Rolfe) Dressler (2005) (= Zygopetalum whitei Rolfe (1890))

## Afbeeldingen

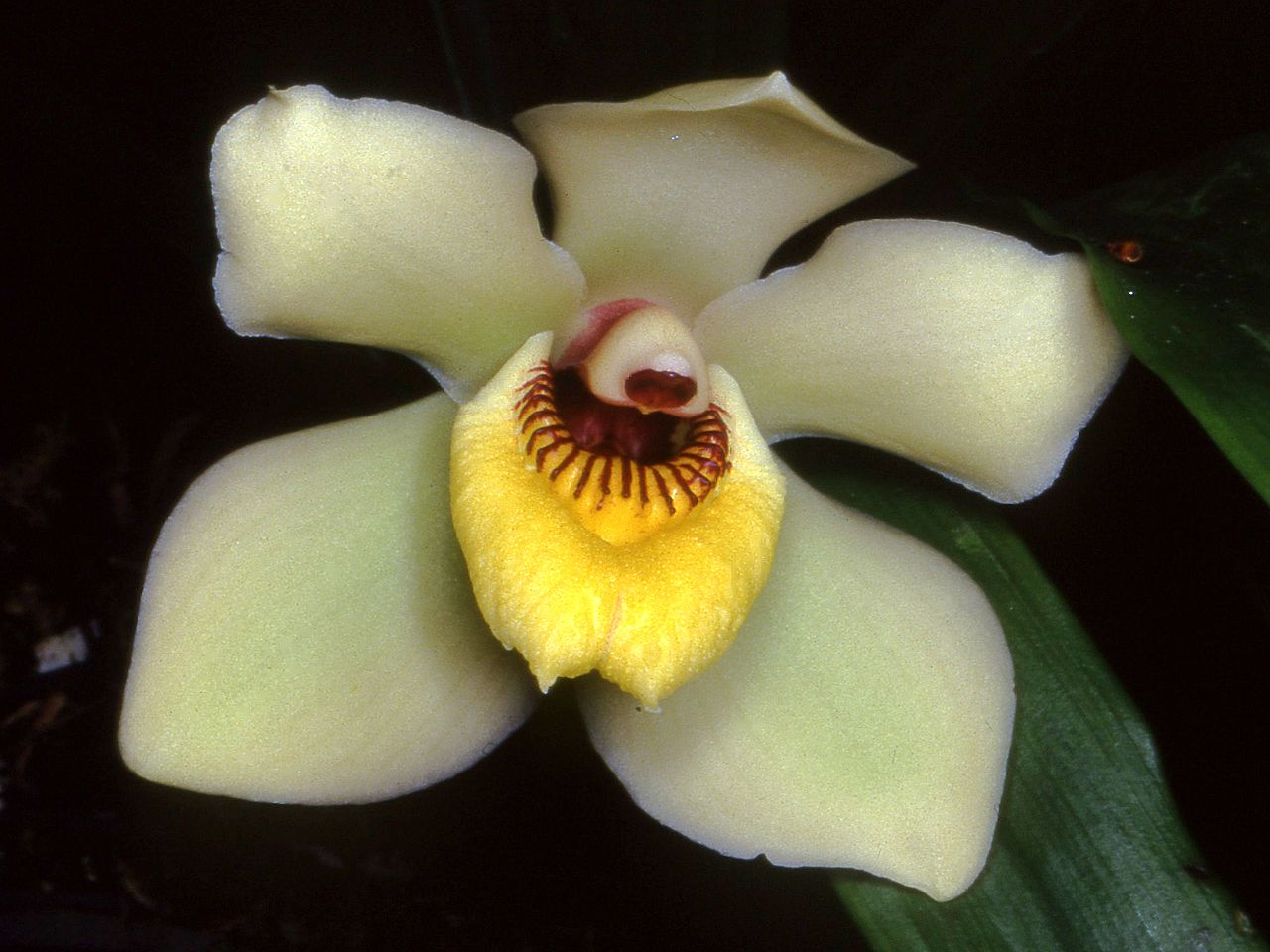
P. cerina
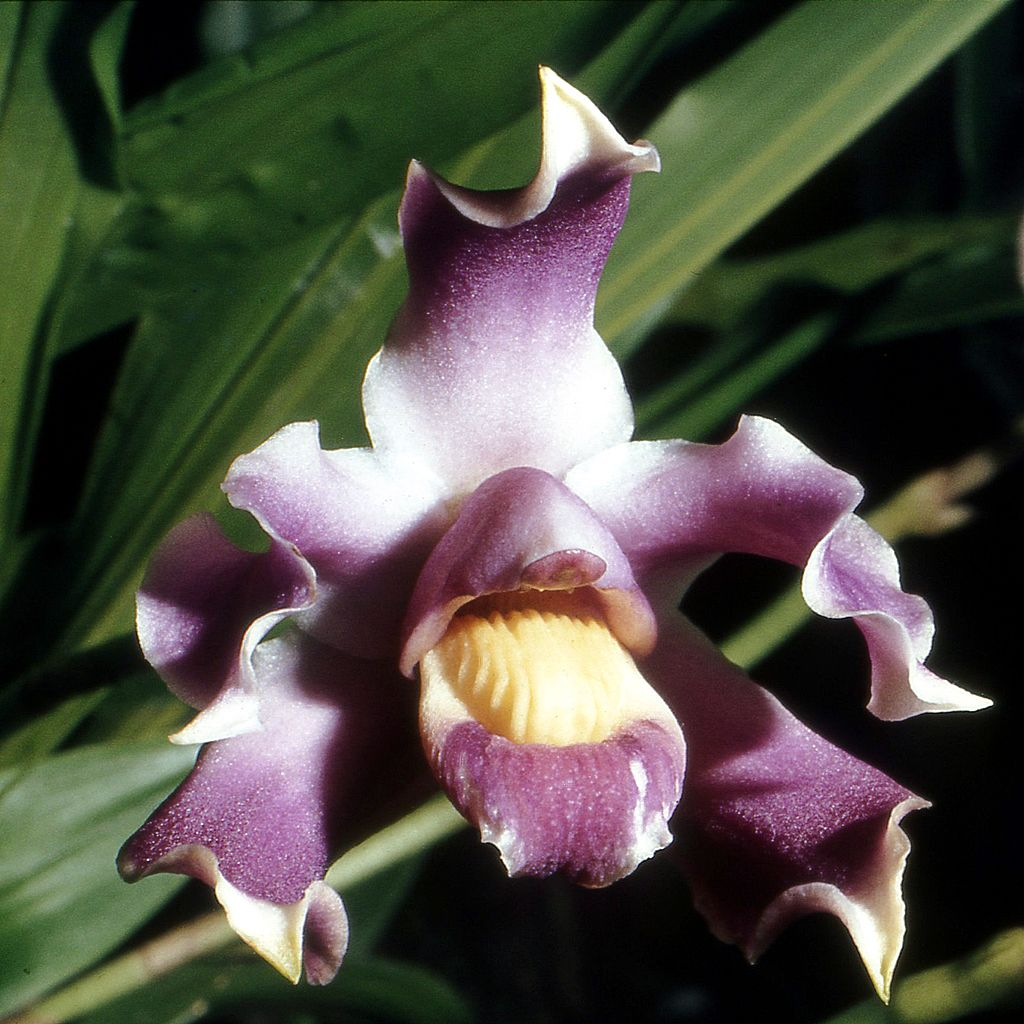
P. coelestis
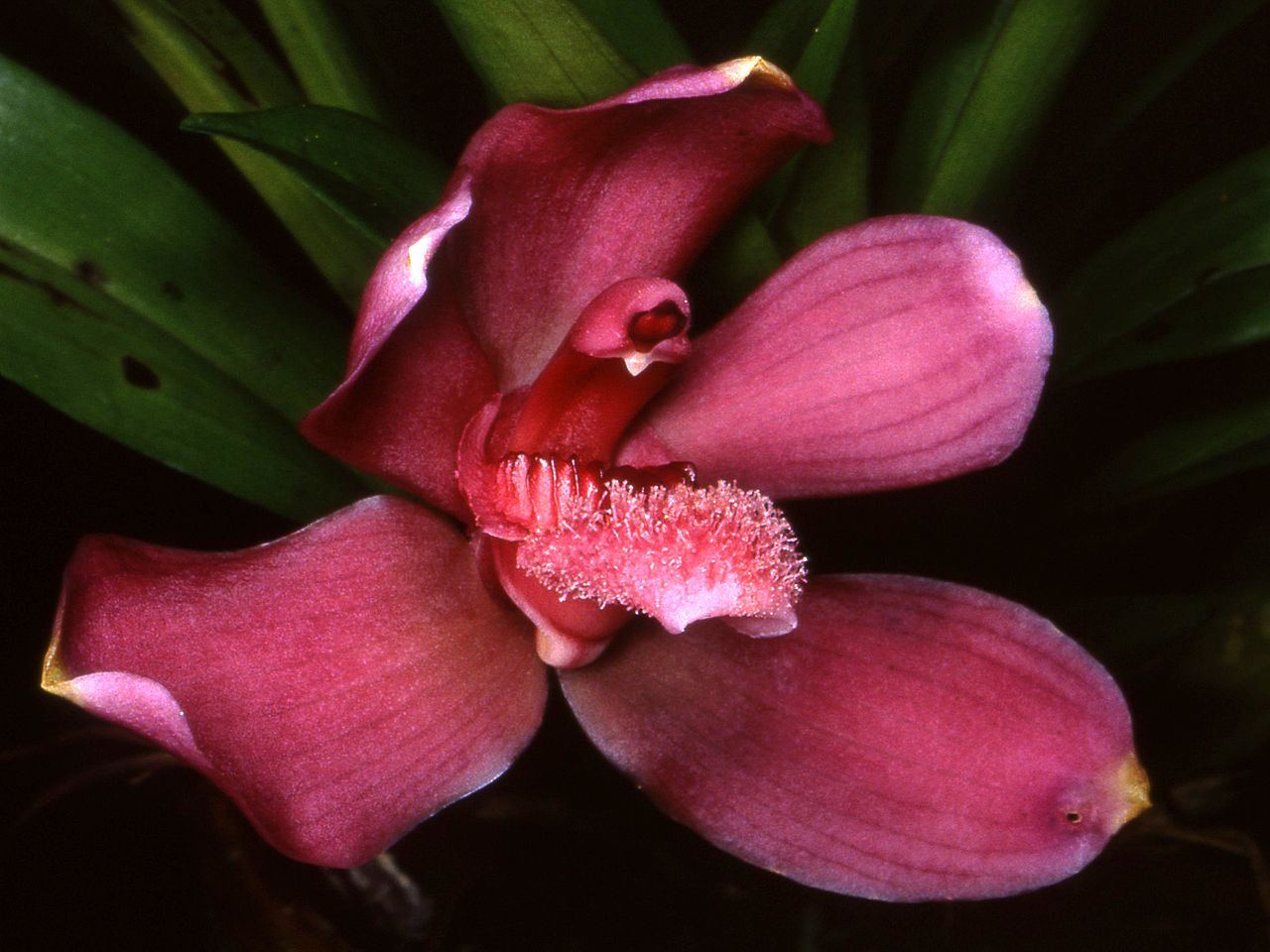
P. coronaria
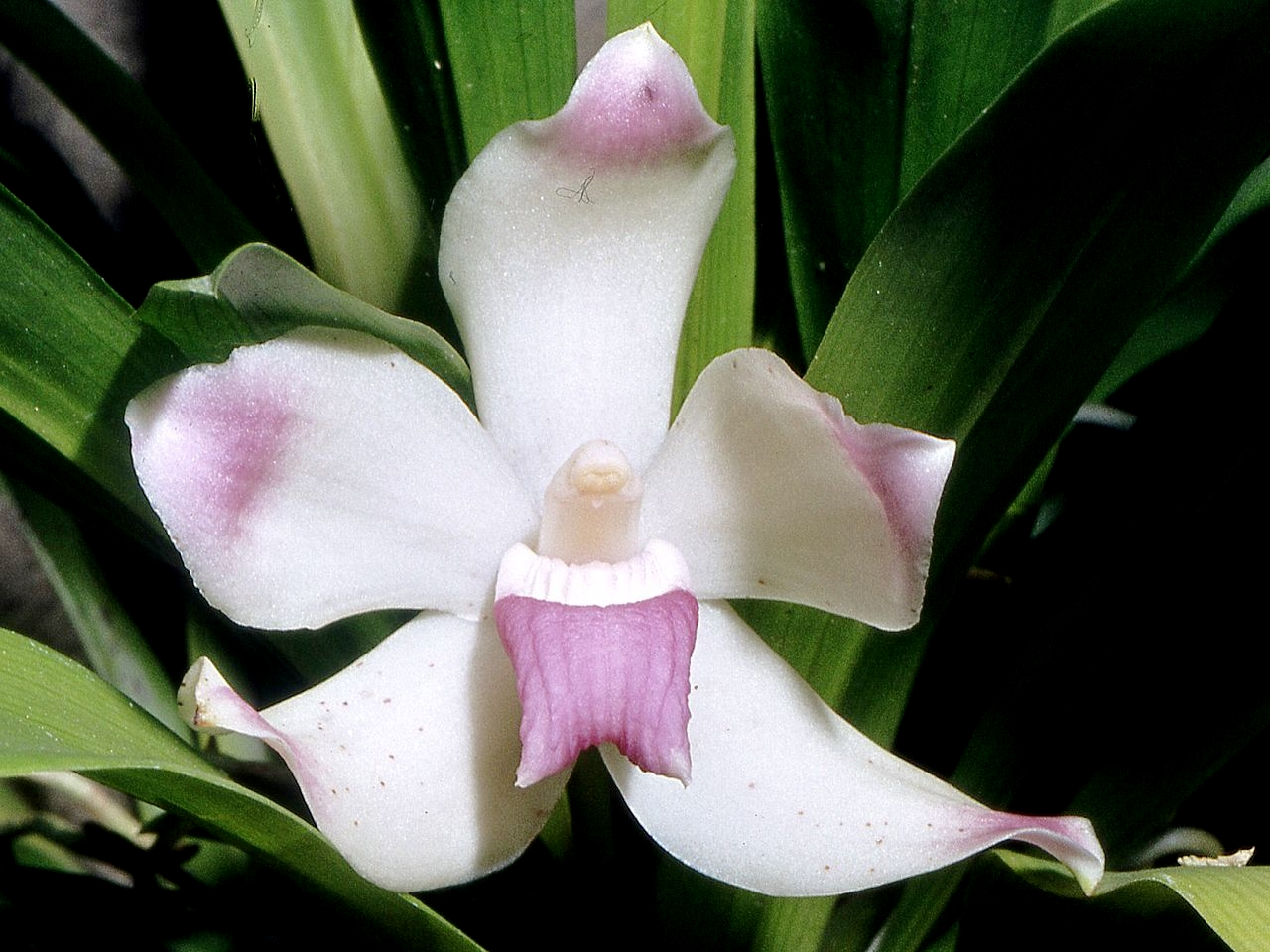
P. dayana
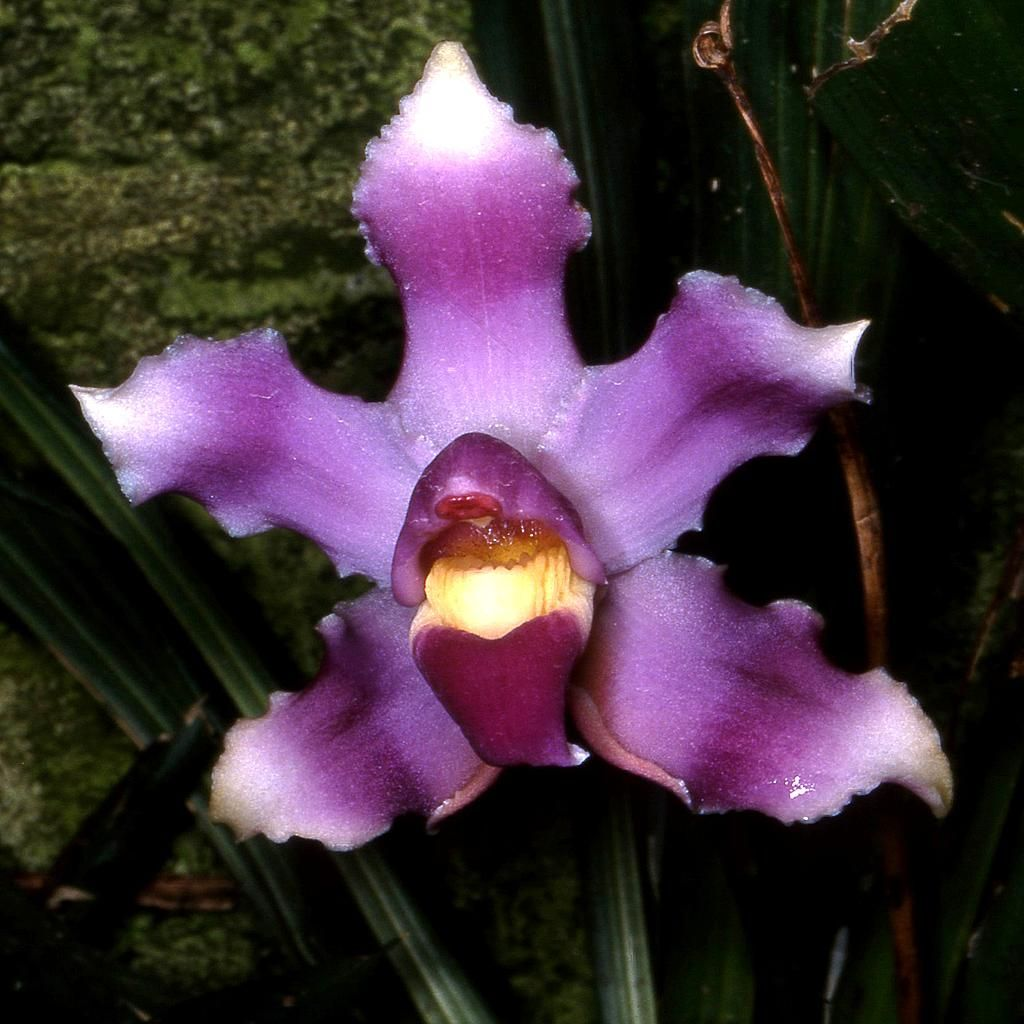
P. ecuadorana
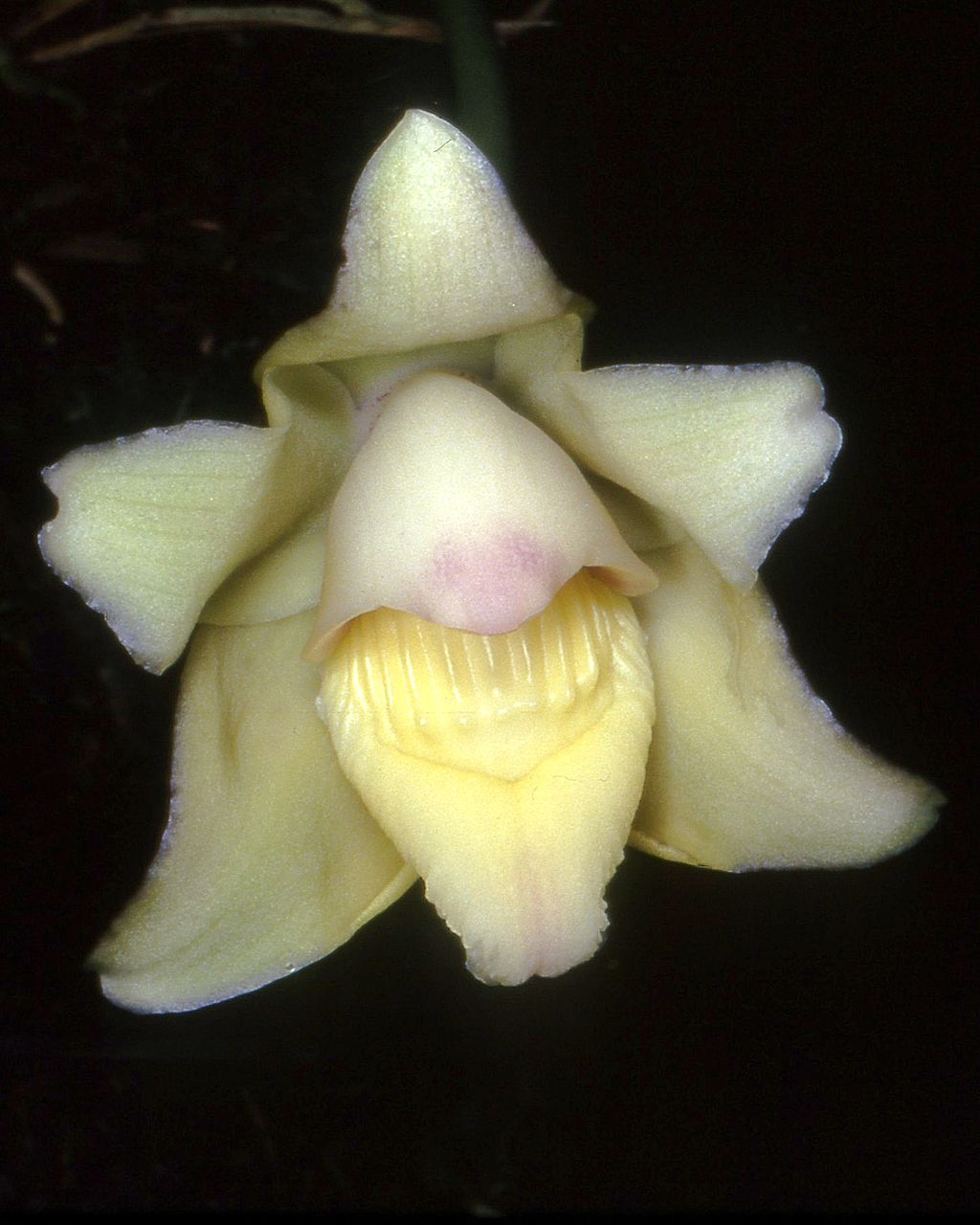
P. hemixantha
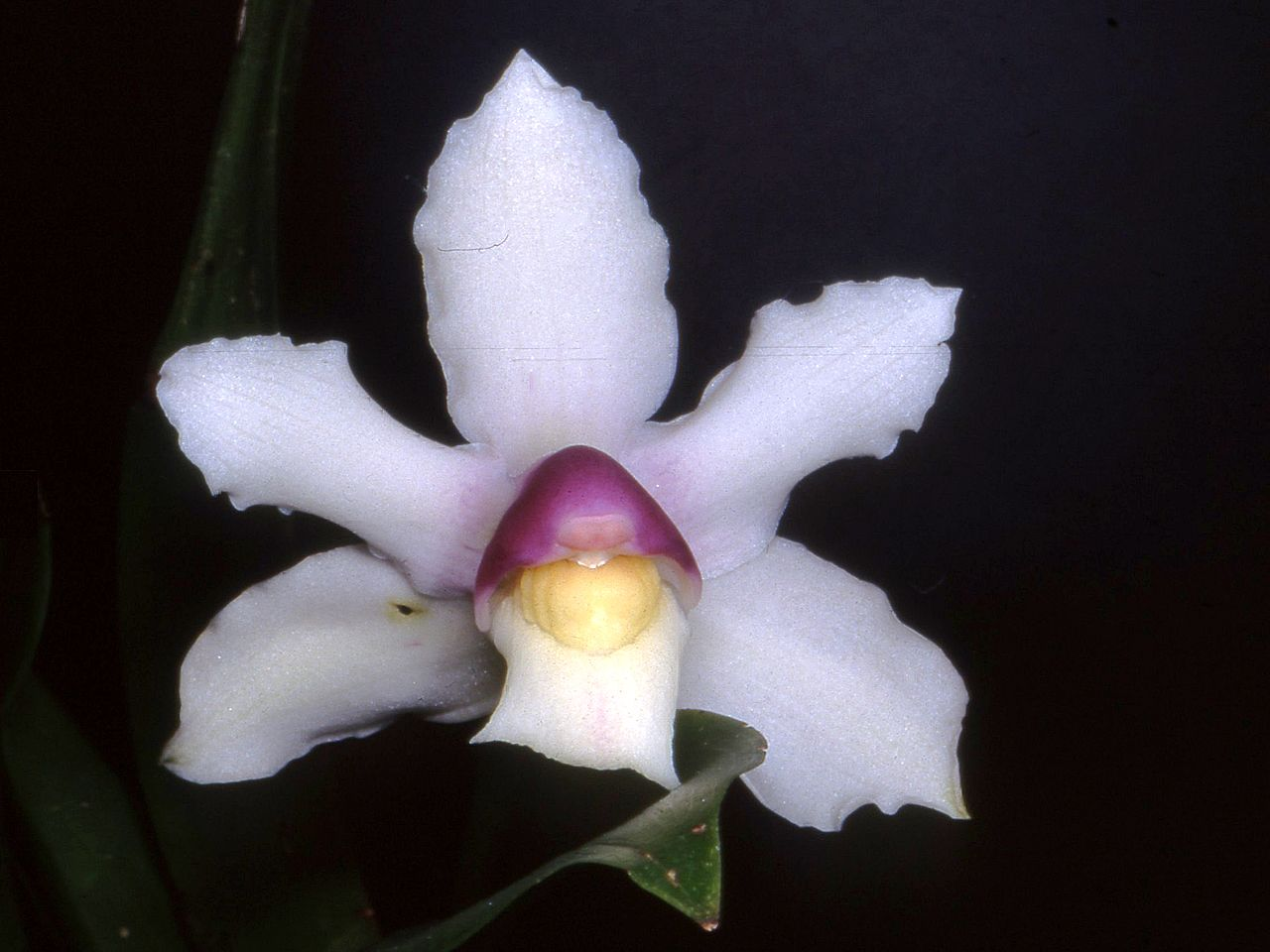
P. hirtzii
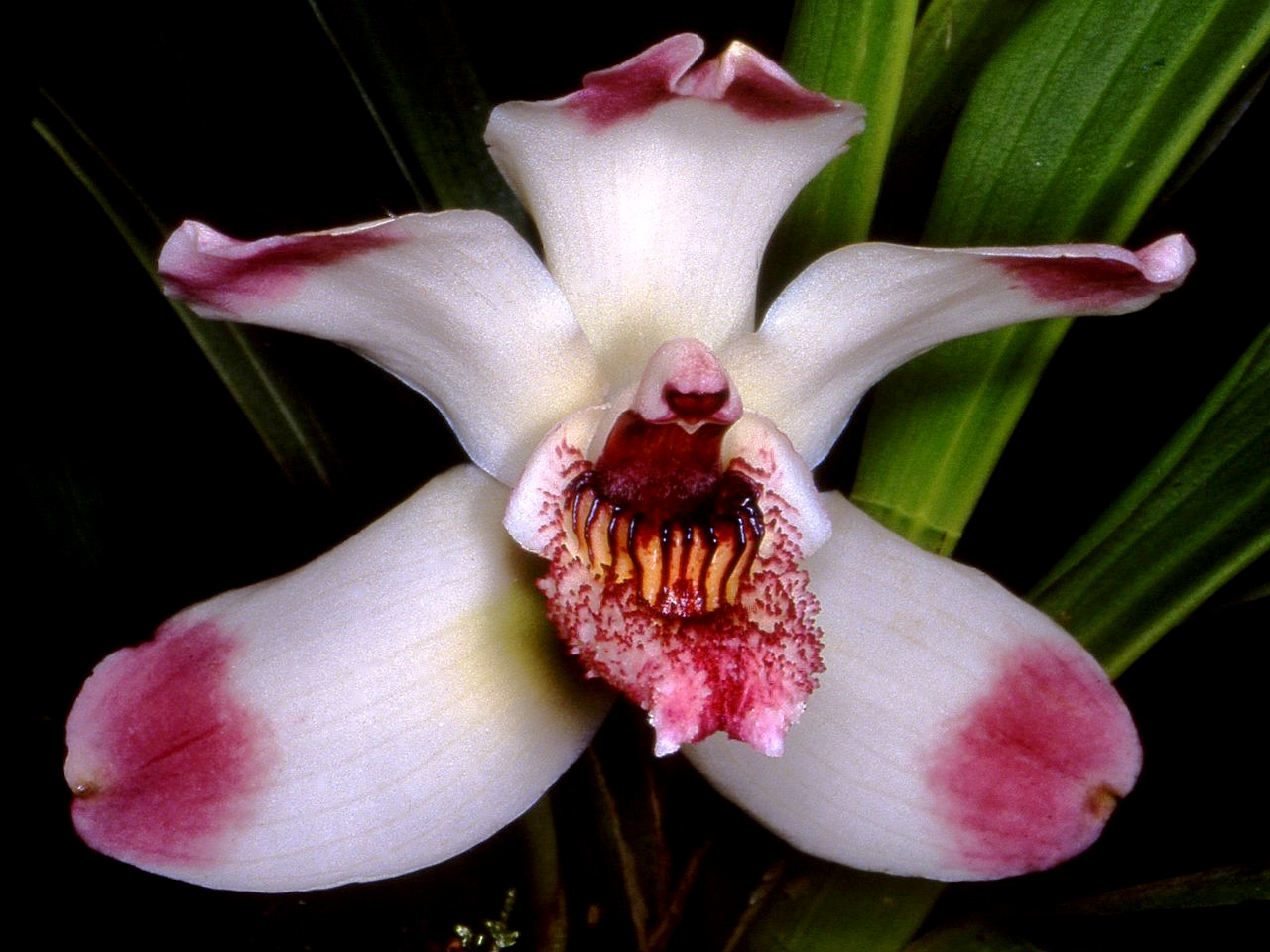
P. klabochorum
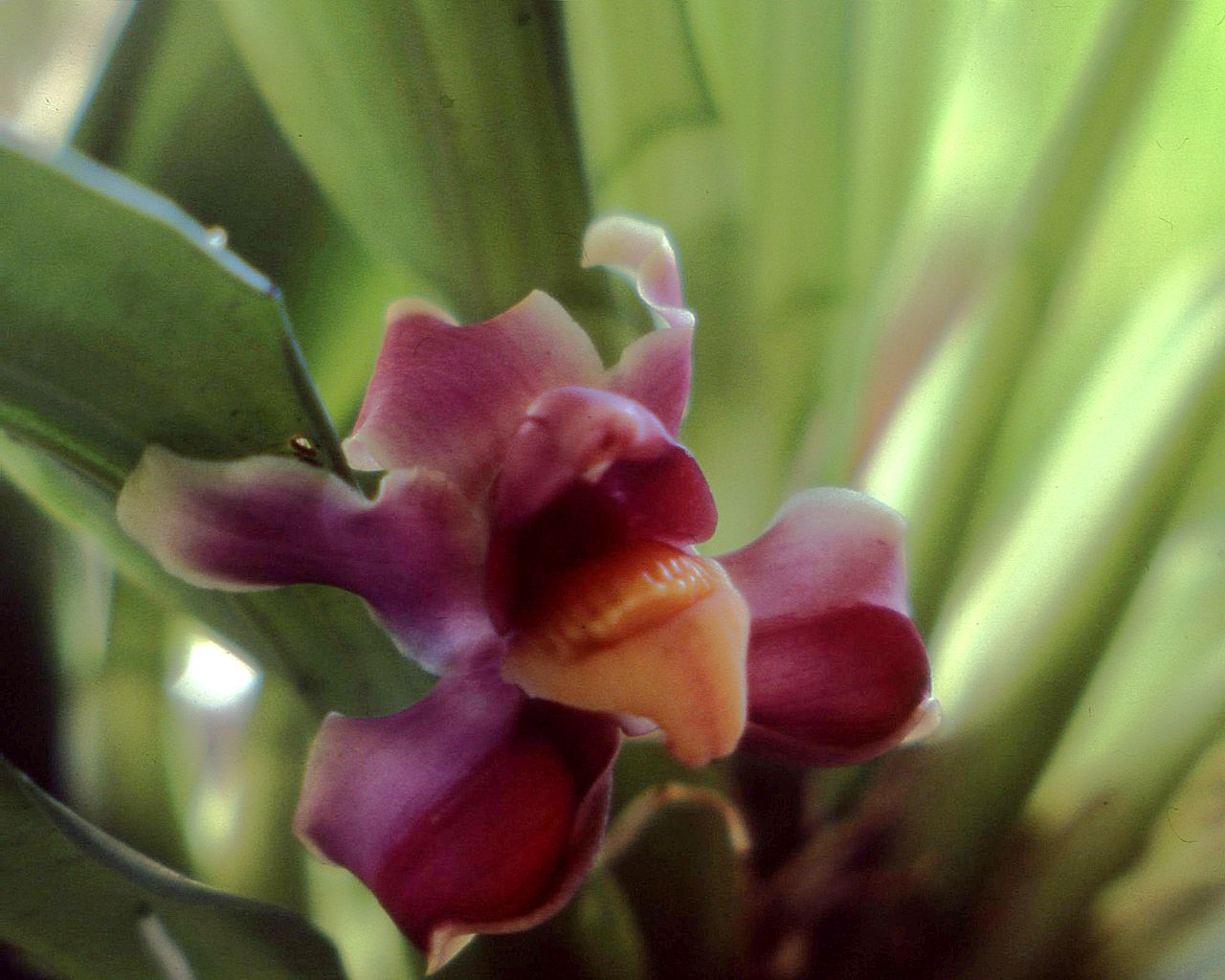
P. lalindei
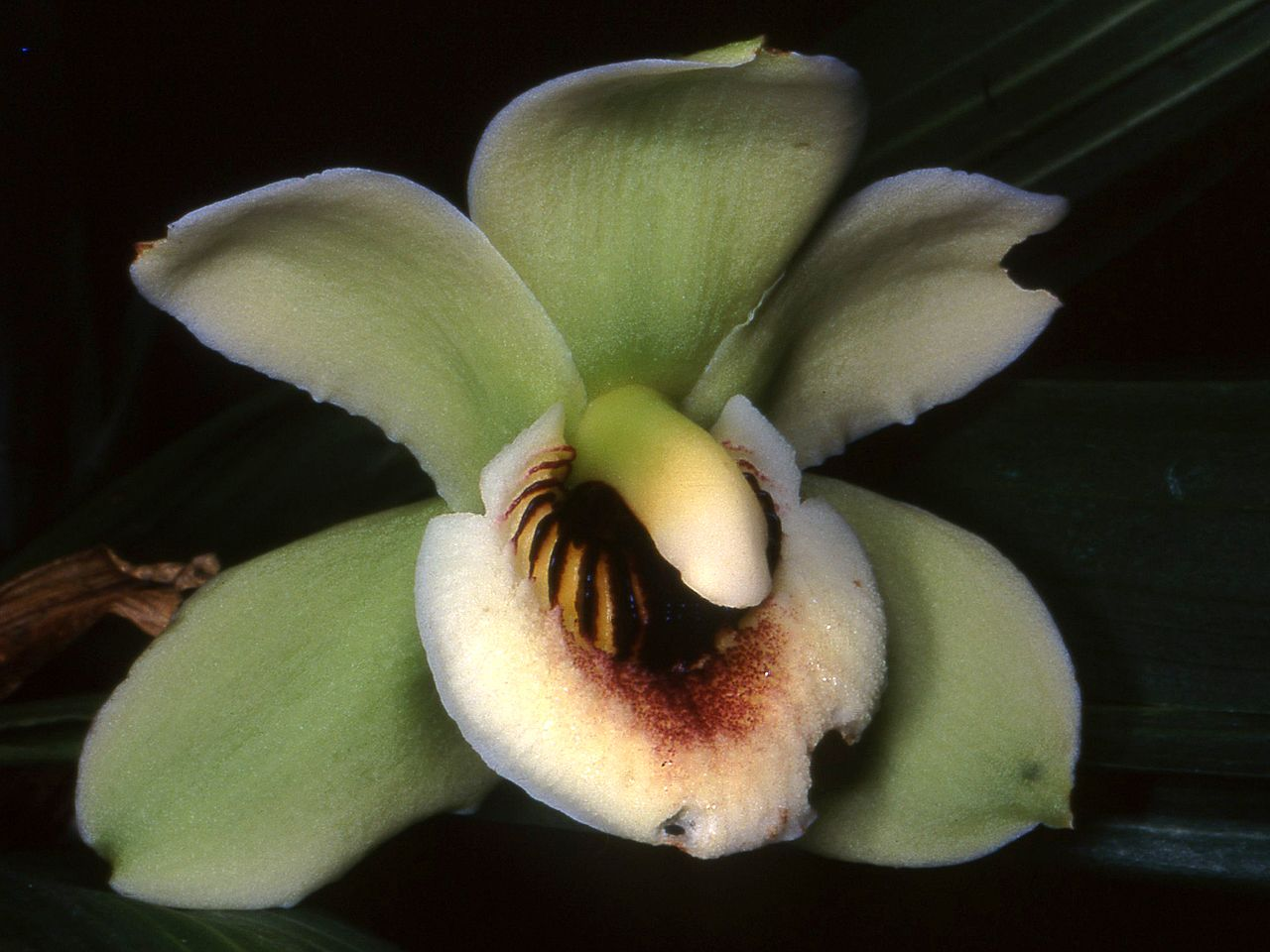
P. lamellosa
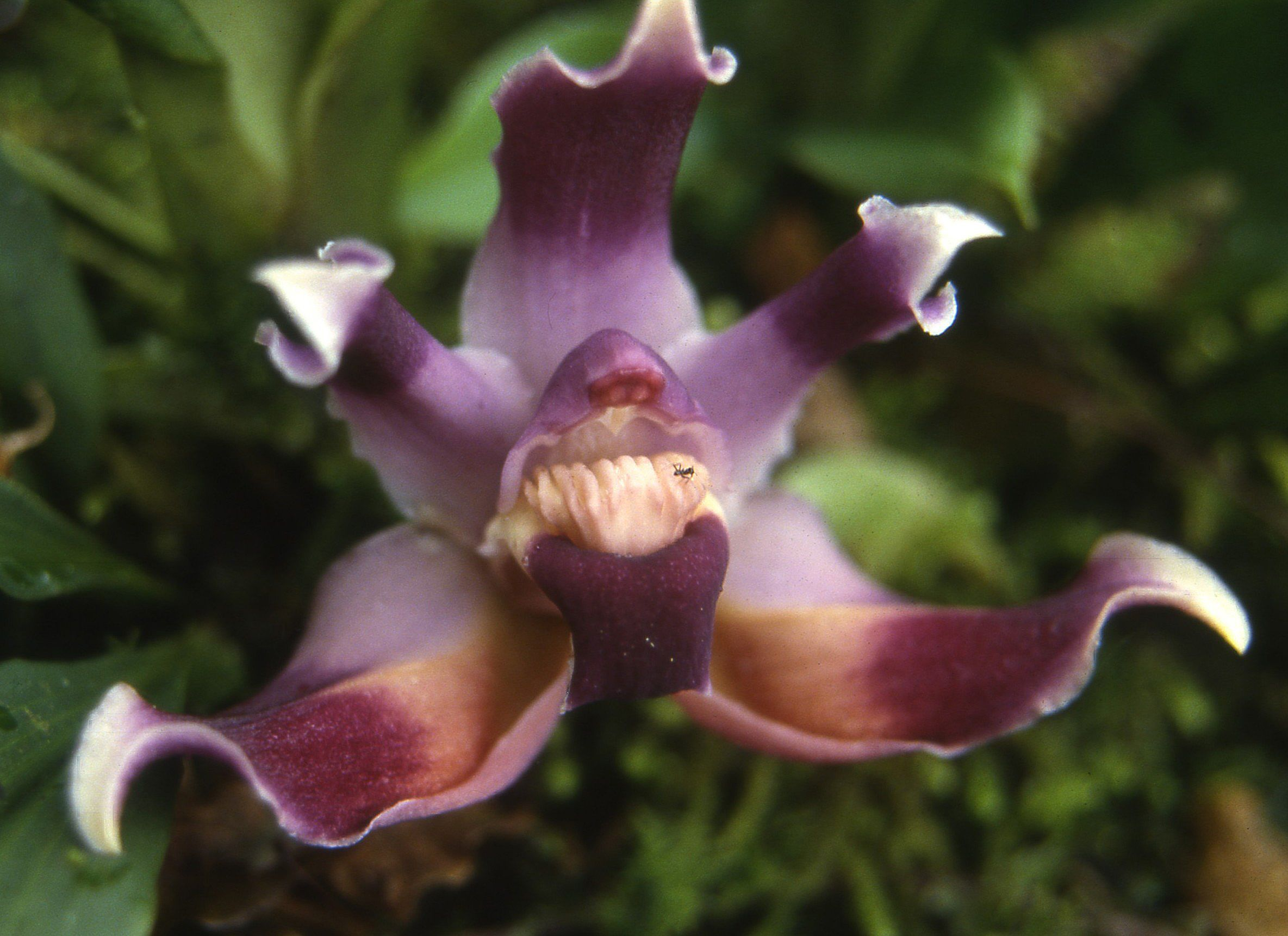
P. lawrenceana
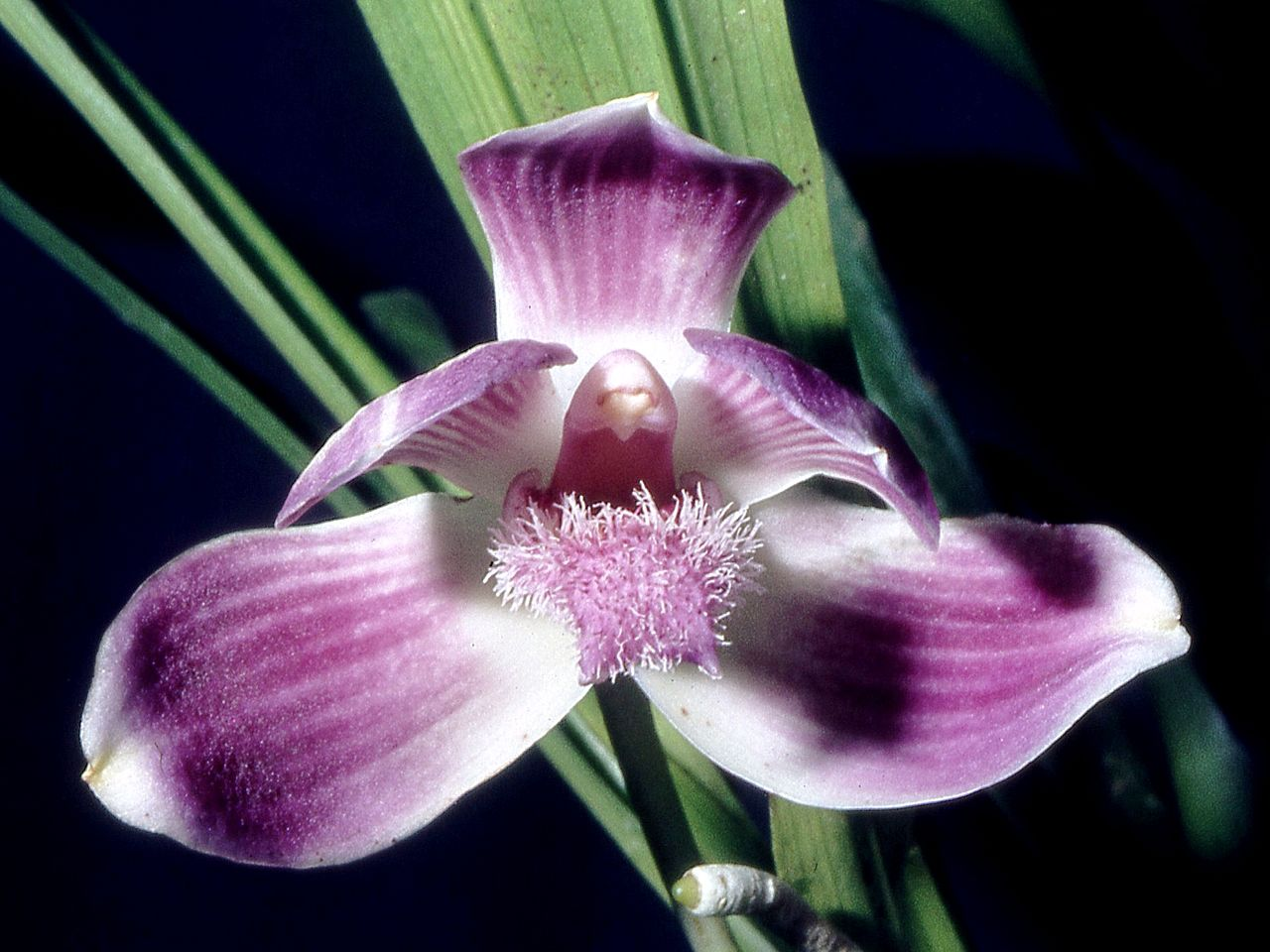
P. lehmannii
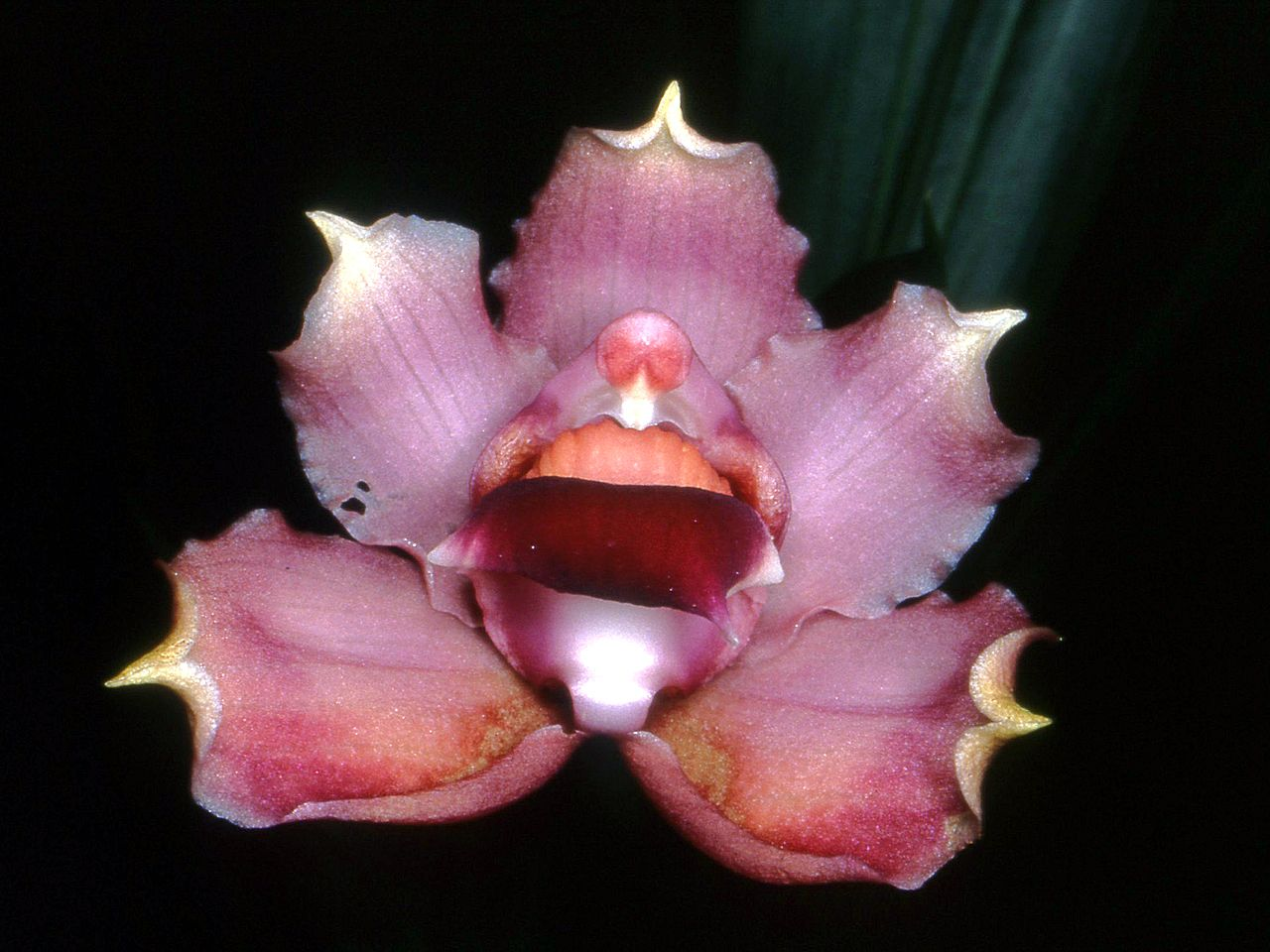
P. pulvinaris
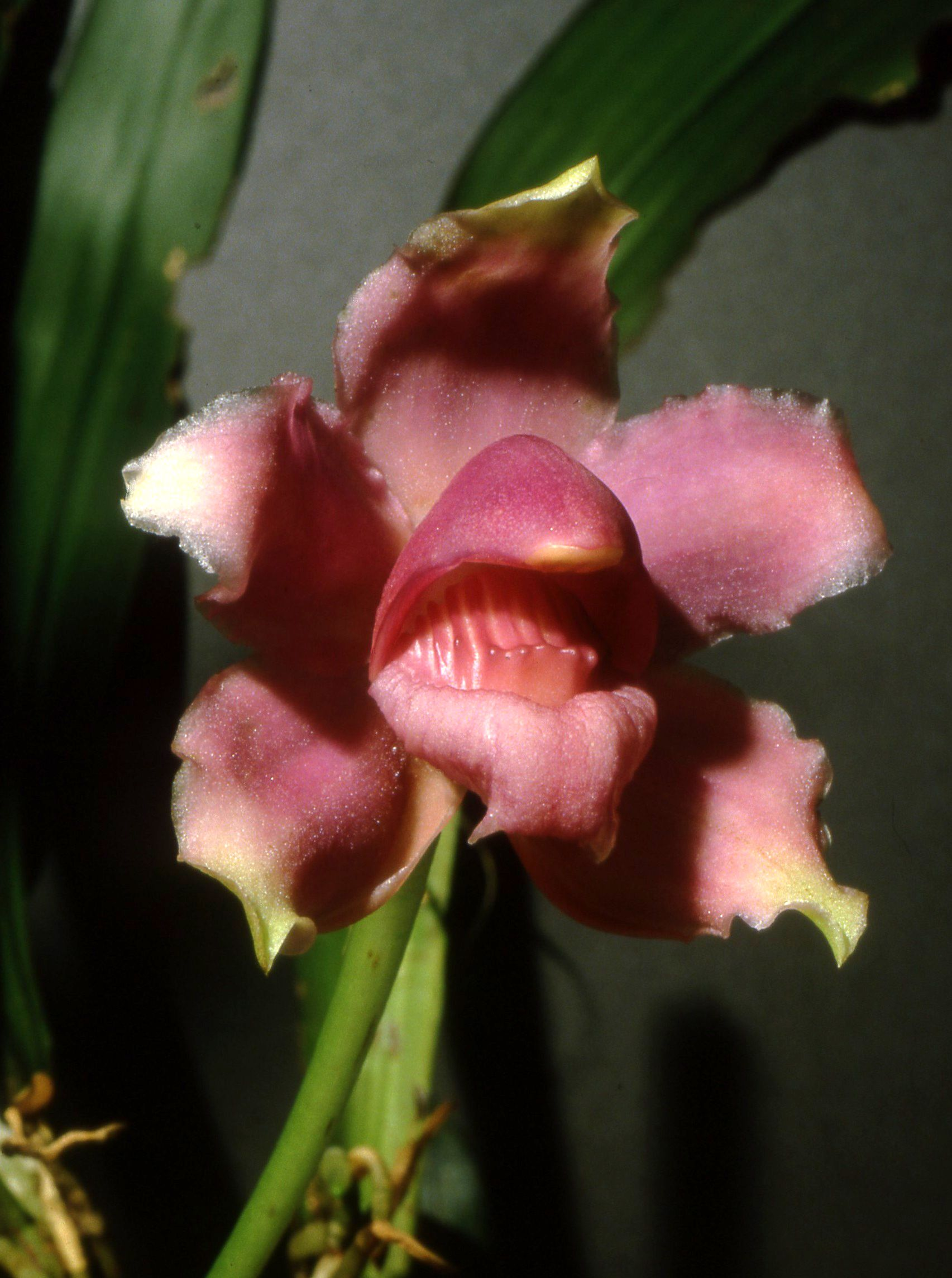
P. violacea
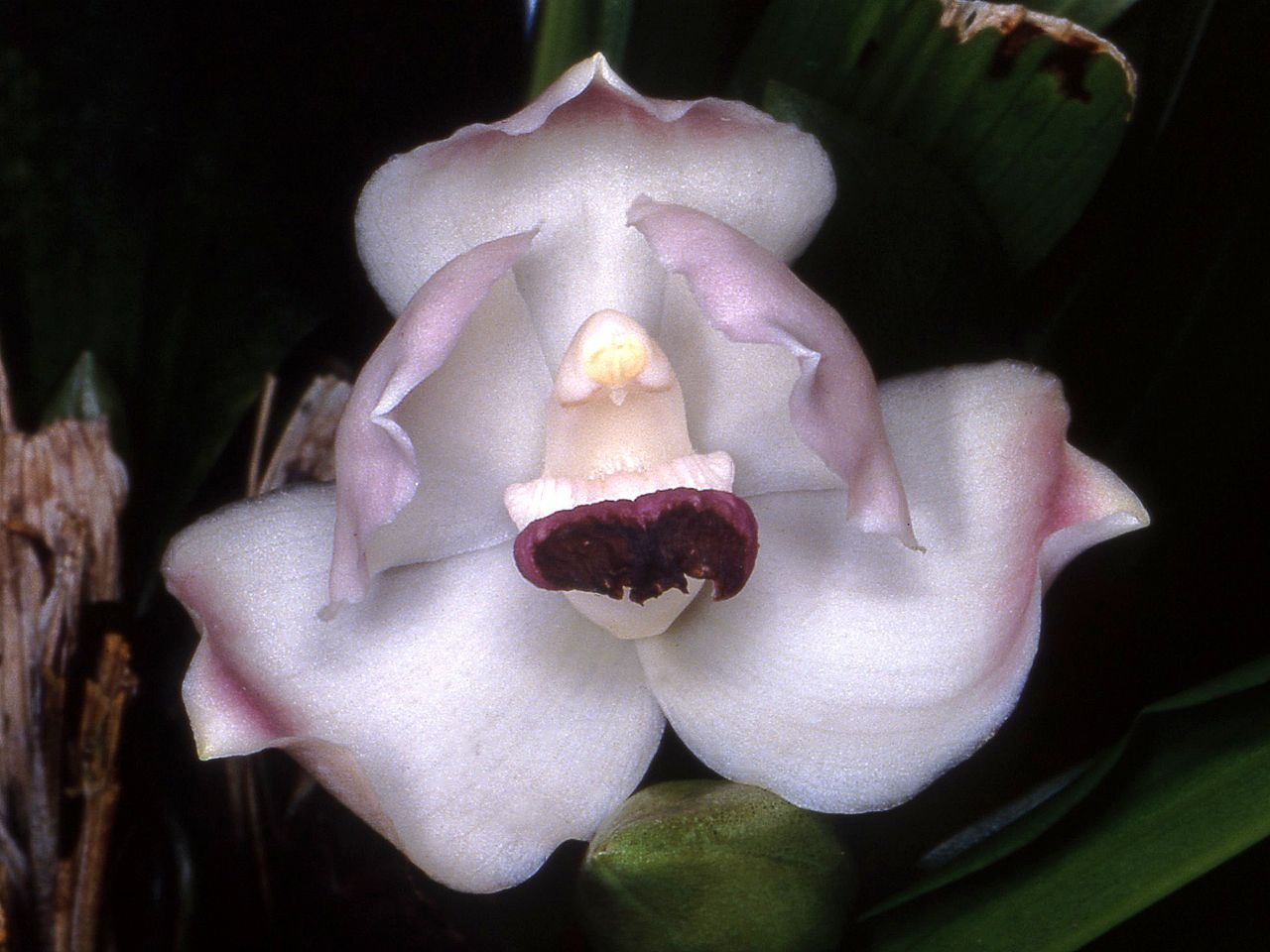
P. wallisii
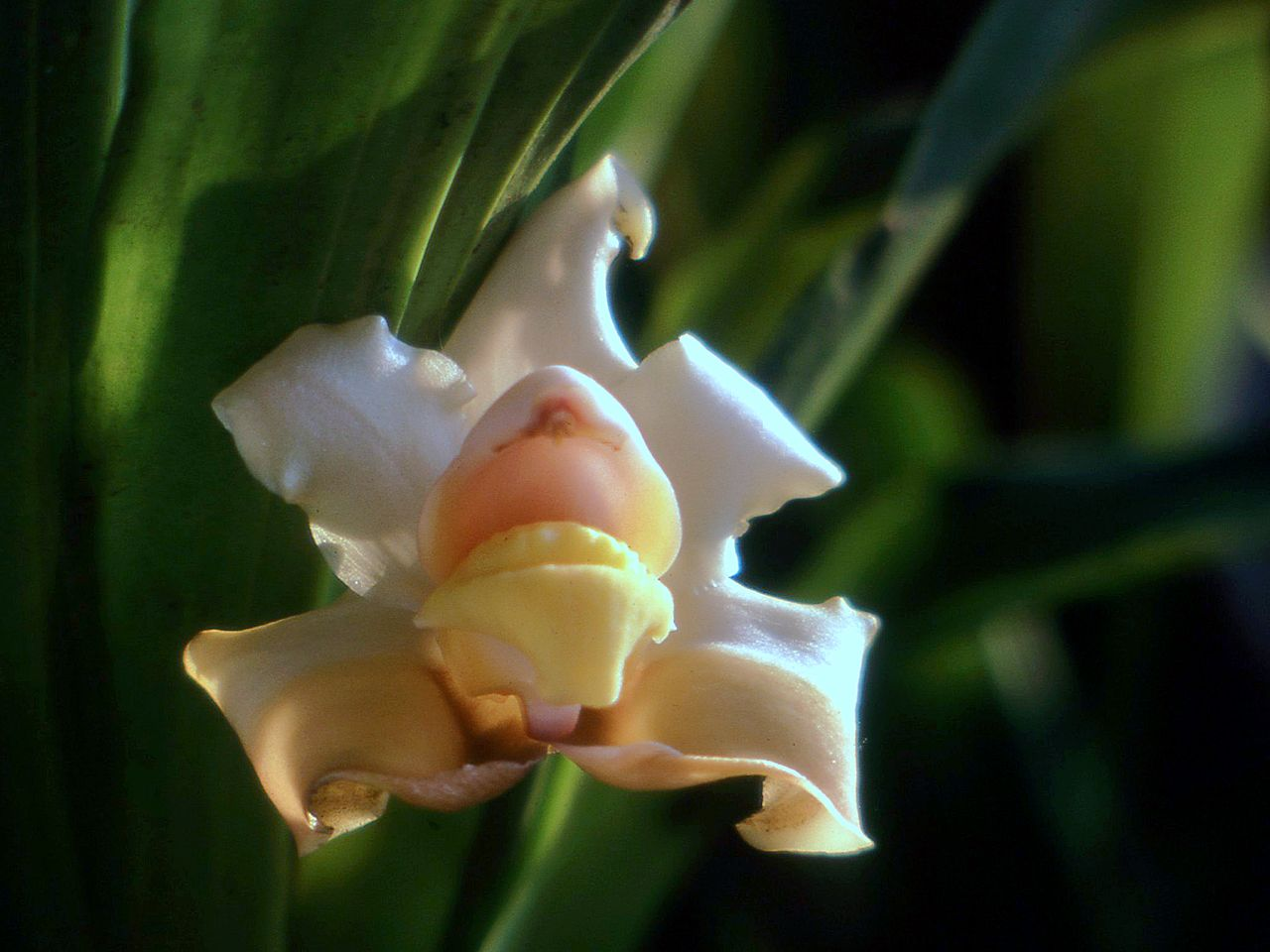
P. whitei